# Epidius binotatus
Epidius binotatus là một loài nhện trong họ Thomisidae.
Loài này thuộc chi Epidius. Epidius binotatus được Eugène Simon miêu tả năm 1897.